# 卡萨诺瓦 (上科西嘉省)
卡萨诺瓦（法語：Casanova，法語發音：[kazanɔva]）是法国上科西嘉省的一个市镇，属于科尔泰区。

## 地理
卡萨诺瓦（42°15'16"N, 9°10'28"E）面积9.89 平方千米，位于法国上科西嘉省，该省份位于科西嘉北部，后者为地中海西部的一座岛屿，也是法国的一个单一领土集体，位于法国大陆部分的东南面，意大利半島的西面，最临近的地块是撒丁岛。
与卡萨诺瓦接壤的市镇（或旧市镇、城区）包括：科尔泰。

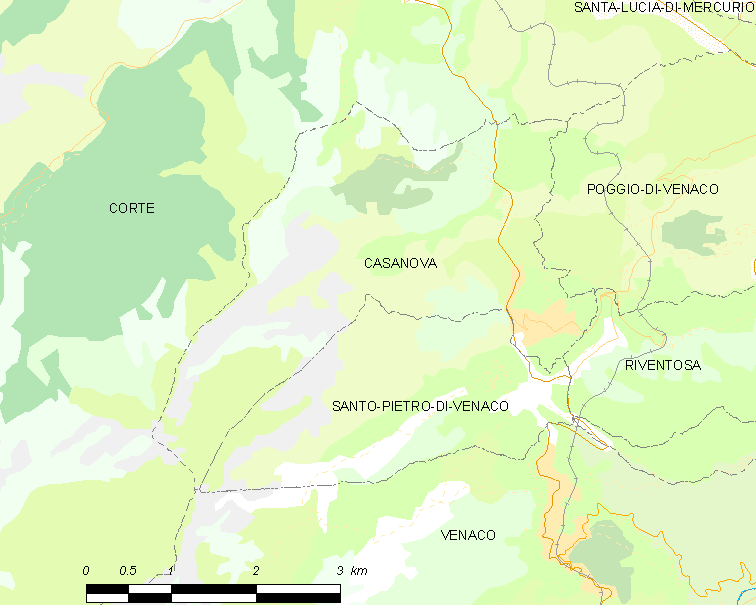
的OSM定位图

卡萨诺瓦的时区为UTC+01:00、UTC+02:00（夏令时）。

## 行政
卡萨诺瓦的邮政编码为20250，INSEE市镇编码为2B074。

## 政治
卡萨诺瓦所属的省级选区为科尔泰县。

## 人口

1962-2008年间人口变化图示

卡萨诺瓦于2022年1月1日时的人口数量为375人。